# An Jung-geun
 (juillet 2010).
Si vous disposez d'ouvrages ou d'articles de référence ou si vous connaissez des sites web de qualité traitant du thème abordé ici, merci de compléter l'article en donnant les références utiles à sa vérifiabilité et en les liant à la section « Notes et références ».
An Jung-geun (en hangeul : 안중근 ; hanja : 安重根 ; API : [andʑuŋɡɯn]), né le 2 septembre 1879 et mort le 26 mars 1910 à Lüshunkou, est un militant indépendantiste coréen et un calligraphe, figure importante du nationalisme coréen connu pour l'assassinat de Itō Hirobumi, gouverneur de la Corée pour le compte du Japon.

## Biographie
Il naît à Haeju, au Hwanghae, de la lignée de la famille Sunheung Ahn. Il travaille d'abord dans l’éducation, ensuite il rejoint comme militant le Mouvement pour l’indépendance. Pendant l’occupation japonaise en tant que résistant, il est abrité par le prêtre français Wilhelm (de son nom coréen : hangeul : 홍석구 ; hanja : 洪錫九 ; RR : Hong Seok-ku) de l’Église catholique et caché pendant plusieurs mois dans le couvent. Le prêtre encourage An à lire la Bible et après des discussions successives avec Wilhelm, An se convertit au catholicisme en janvier 1897, et reçoit le prénom Thomas. Il étudie également le français. Il gardera la foi jusqu’à sa mort, et dans une lettre qu’il envoie à sa femme plus tard, demande de faire en sorte que son fils devienne prêtre.
En 1907, il réunit à Vladivostok d'autres Coréens afin de combattre les forces d'occupation japonaises, qu'il ne parvient pas à vaincre en raison de son infériorité numérique.
Il est considéré comme un des personnages les plus importants qui contribuèrent à l’indépendance du pays.

### Assassinat de Itō Hirobumi

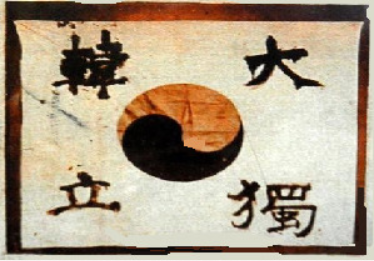
Le drapeau coréen montré juste après l'attentat.

Il assassine Itō Hirobumi, premier résident général japonais en Corée (qui exerçait les fonctions de gouverneur militaire), à Harbin le 26 octobre 1909.
L'attentat a lieu dans la gare de Harbin, alors sous contrôle de l'Empire russe. Il aurait choisi ce lieu hors de Corée parce que la surveillance policière y était beaucoup moins importante et pour éviter des représailles contre la population coréenne. Peu après le coup de feu, il cria « L’indépendance pour la Corée ! » en soulevant le drapeau coréen.
Après son arrestation par deux policiers russes, An demeure en garde à vue avant d’être remis aux autorités coloniales japonaises. Il déclare : « j’ai osé commettre ce crime pour offrir ma vie à mon pays. C’est ce que je devais faire pour défendre une noble cause patriotique ».
Le prêtre Joseph Wilhelm souhaite lui administrer les derniers sacrements avant son exécution, mais fait face au refus de Mgr Mutel, vicaire apostolique en Corée, qui craint des représailles japonaises contre l'Église. Le père Wilhelm passe outre, se rend à Port-Arthur et a le temps de rencontrer Thomas An avant son exécution.
Il a gardé une relation étroite, en tant que membre du mouvement pour l’indépendance, avec Kim Koo qui deviendra chef de gouvernement provisoire de la Corée plus tard. Après cet assassinat, sa famille bénéficia de la protection de ce dernier.
Il est condamné par la cour coloniale japonaise et exécuté le 26 mars 1910. À la suite de l'assassinat, le Japon annexera purement et simplement la Corée.

## Motivations de l'assassinat
Selon An Jung-geun, l’assassinat d'Itō Hirobumi a été perpétré afin de rétablir la paix en Asie. Il a expliqué durant son procès que l’impérialisme japonais et sa colonisation étaient contraires à l’harmonie asiatique qui aurait pu être matérialisée par une organisation regroupant les pays et États de l’Asie du Nord-Est. Dans son livre De la paix en Asie, écrit durant sa détention, il propose des bases de réflexions pour la création d’une agence de coopération regroupant les différents États de la zone qui auraient en commun des forces, une banque et une monnaie. Dans cet essai, il parle de paix et de stabilité géopolitique grâce à la mise en place d’une communauté d’États.
Pour An Jung-geun, Itō Hirobumi était un criminel de guerre, car au-delà de l’invasion japonaise en Corée, cet homme symbolisait la destruction de l’harmonie asiatique. Cette vision explique en partie pourquoi, malgré son crime, An Jung-geun est respecté par tous les Coréens du Nord comme du Sud, les Chinois et même par certains Japonais.

## Influence de cet évènement sur l'Asie de l'Est
En Chine, à partir de 1927, Zhang Xueliang ordonne aux élèves dans les trente-six meilleures écoles du Nord-Est de chanter en mémoire d'An Jung-geun[réf. souhaitée].
Après la guerre sino-japonaise de 1937-1945, Ju Yeun-rae et Kwak Mal-yak encouragent l’esprit de résistance contre le Japon par le théâtre en jouant son rôle dans plusieurs villes.
Au Japon, cet incident accentue le conflit avec la Corée en augmentant la haine et le mépris et en renforçant l'idéologie anti-coréenne.

## Monuments à la mémoire d'An Jung-geun

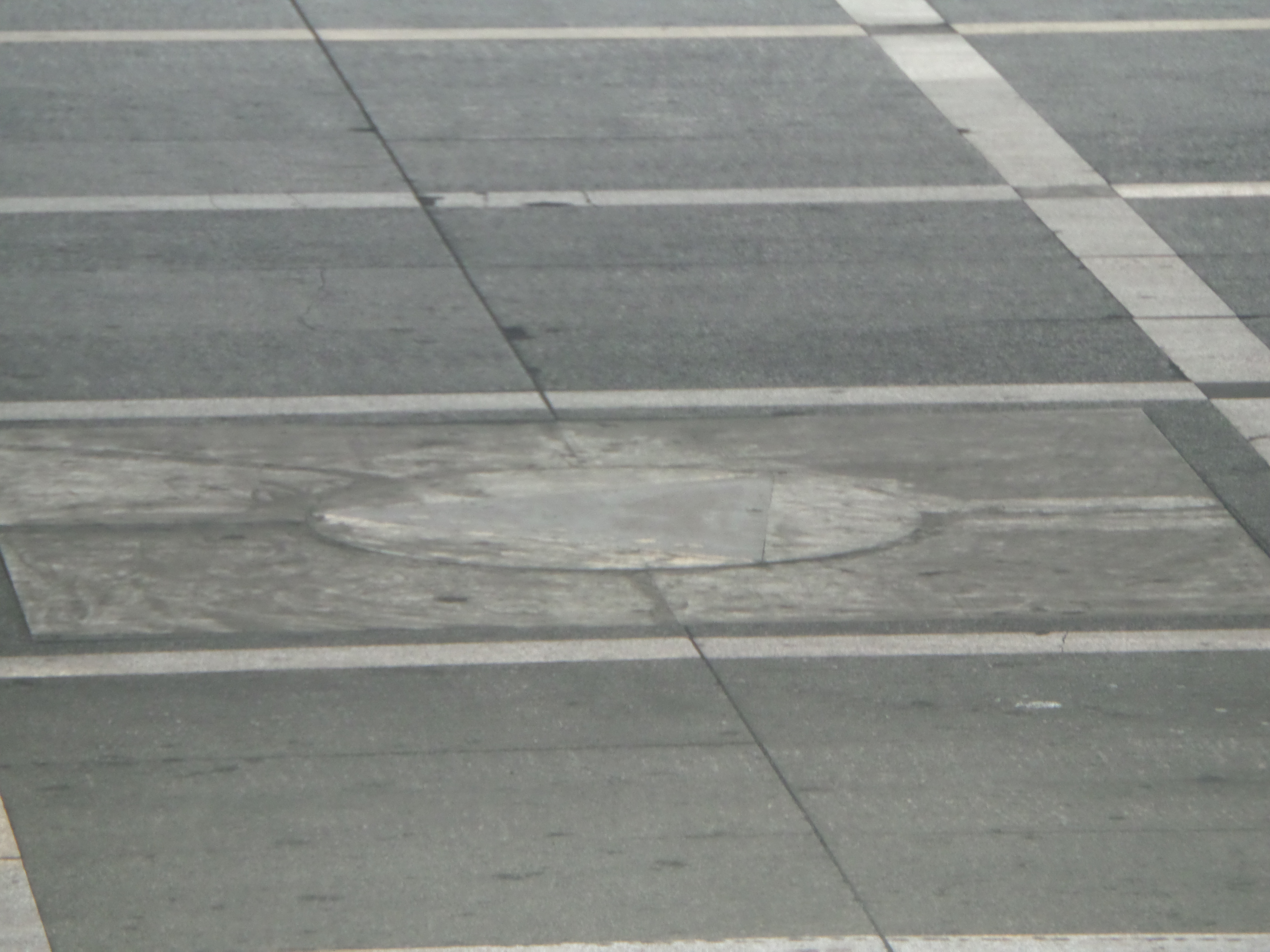
Une plaque sol marque l'endroit exact de l'assassinat.

Des monuments ont été édifiés à Séoul en 1970 par le gouvernement sud-coréen et à Harbin par le gouvernement chinois en 2006. 
Un autre monument a été érigé le 19 janvier 2014 à Harbin, malgré les protestations japonaises de Yoshihide Suga, dans un contexte de relations politiques tendues. Au contraire, la Corée du Sud a salué l'inauguration du monument. Celui-ci a été déménagé dans un centre d'art coréen en mars 2017 en raison de travaux dans la gare, puis réinstallé le 30 mars 2019,.
À Séoul, le mémorial a été reconstruit en 2010 sur les flancs de Namsan, la montagne au centre de la ville. Construit par D.LIM Architects, le bâtiment de forme rectangulaire est composé de douze parallélépipèdes représentant les douze membres du groupe de combattants dirigé par An et inclut des espaces d'exposition.

## Films
(26 octobre 2023).
En 1972 sort un film sud-coréen biographique, Uisa Ahn Jung-geun.
En 1979 sort également un film nord-coréen sur Ahn Jung-geun.
En 2002 dans le film uchronique 2009: Lost Memories, un japonais empêche l'assassinat d'Ito Hirobumi en tuant An Jung-Geun un instant avant qu'il ne commette son acte, modifiant profondément le cours des évènements du siècle suivant.
En 2004 sort un film sud-coréen, 토마스 안중근 (Doma Ahn Jung-geun), avec Go Doo-shim (en), Yu Oh-seong (en) ou Yoon Joo-sang (en).
En 2018, une série sur la vie de An Jung-geun, avec un budget de 40 milliards de wons doit être tournée en Corée du Sud, Chine et Russie.
- Harbin  (하얼빈), film sud-coréen de Woo Min-ho sorti en 2024, avec Hyun Bin dans le rôle d'An Jung-geun et Lily Franky dans celui d'Itō Hirobumi.

## Œuvres
- La paix en Asie de l'Est (ko) (동양 평화론)